# Szilágyszeg község
Szilágyszeg község (románul: Comuna Sălățig) község Szilágy megyében, Romániában. Központja Szilágyszeg, beosztott falvai Désháza, Menyő, Nagyszeg, Nyírfalva.

## Népessége
A 2011-es népszámlálás adatai alapján a község népessége 2913 fő volt.